# Сьокосі Юздухо
Сьокосі Юздухо (яп. 塩越柚歩; нар. 1 листопада 1997, Сайтама, Японія) — японська футболістка, півзахисниця клубу «Урава Ред Даймондс» та національної збірної Японії.

## Клубна кар'єра
Під час навчання у шостому класі початкової школи тодішній тренер бойскаутів порекомендував їй взяти участь у відборі до дівочої команди «Урава Ред Даймондс». У березні 2014 року переведена до молодіжної команди, яка виступала в регіональному чемпіонаті дивізіону Канто. За першу команду не грала, але дебютувала в кубку Імператриці, в якому її команда дійшла до фіналу, але у вирішальному матчі з рахунком 0:4 поступилася «Ніппон ТВ Белеза». Наступного сезону виступала в регіональному чемпіонаті ,але також провела 2 поєдинки в кубку Імператриці.
У січні 2016 року переведена до першої команди. Дебютувала в чемпіонаті Японії 27 березня в домашньому поєдинку проти «НТВ Белеза» на стадіоні Айнамото Філд Нашигаока, а дебютним голом відзначився 11 вересня в поєдинку проти «Кономії Сперанци Осака-Такацукі». У сезоні 2016 року виступала у всіх матчах чемпіонату та кубку країни. За підсумками сезону 2020 року
У січні 2021 року обрана під номером один до найкращої одинадцятки на церемонії нагородження Ліги Надесіко 2020.

## Кар'єра в збірній
Отримала виклик до жіночої молодіжної збірної Японії для участі в молодіжному чемпіонаті світу 2016 року, який проходив у Папуа Новій Гвінеї. Тренерка Такакура Асако випустила її лише одного разу, 13 листопада в переможному (6:0) матчі першого туру групи В проти однолітко з Нігерії, в якому на 72-ій хвилині замінила Морію Міябі. Японки вдало виступили на турнірі, виграли свою групу, зокрема перемогли Бразилію (3:1), але в додатковий час півфінального матчу поступилися Франції. Однак, обігравши у втішному фіналі США з рахунком 1:0, зрештою, Японія посіла 3-тє місце, повторивши своє досягнення на домашньому чемпіонаті світу 2012 року. 
У жовтні 2020 року отримала перший виклик до тренувального табору національної збірної Японії в Надесіко. У квітні 2021 року отримала виклик на товариський матч проти Парагваю, в рамках підготовки до передолімпійського турніру 2020, але на полі так і не з'явилася. Натомість дебютувала в національній команді 10 червня в переможному товариському матчі проти збірної України, в якому відзначилася двома голами (встановлювала рахунок 4:0 та 8:0 відповідно).

## Статистика виступів

### Клубна
| Клуб                 | Сезон              | Ліга               | Ліга  | Ліга | Національний кубок | Національний кубок | Кубок ліги | Кубок ліги | Інші  | Інші | Загалом | Загалом |
| Клуб                 | Сезон              | Дивізіон           | Матчі | Голи | Матчі              | Голи               | Матчі      | Голи       | Матчі | Голи | Матчі   | Голи    |
| -------------------- | ------------------ | ------------------ | ----- | ---- | ------------------ | ------------------ | ---------- | ---------- | ----- | ---- | ------- | ------- |
| «Урава Ред Даймондс» | 2016               | Ліга Надешико      | 18    | 1    | 2                  | 0                  | 9          | 0          | 0     | 0    | 29      | 1       |
| «Урава Ред Даймондс» | 2017               | Ліга Надешико      | 14    | 0    | 1                  | 0                  | 10         | 1          | 0     | 0    | 25      | 1       |
| «Урава Ред Даймондс» | 2018               | Ліга Надешико      | 4     | 0    | 0                  | 0                  | 4          | 0          | 0     | 0    | 8       | 0       |
| «Урава Ред Даймондс» | 2019               | Ліга Надешико      | 5     | 0    | 5                  | 1                  | 0          | 0          | 0     | 0    | 10      | 1       |
| «Урава Ред Даймондс» | 2020               | Ліга Надешико      | 18    | 3    | 4                  | 1                  | 0          | 0          | 0     | 0    | 22      | 4       |
| «Урава Ред Даймондс» | 2021–22            | ВЕ Ліга            | 0     | 0    | 0                  | 0                  | 0          | 0          | 0     | 0    | 0       | 0       |
| Загалом за кар'єру   | Загалом за кар'єру | Загалом за кар'єру | 59    | 4    | 12                 | 2                  | 26         | 1          | 0     | 0    | 97      | 7       |

Примітки
1. 1 2 3 4  Матчі в кубку Імператриці
2. 1 2 3  Матчі в кубку ліги Надешико

### У збірній
Станом на matches played 8 April 2021.
| Національна збірна | Рік     | Матчі | Голи |
| ------------------ | ------- | ----- | ---- |
| Японія             | 2021    | 1     | 2    |
| Загалом            | Загалом | 1     | 2    |

#### Голи за збірну
Рахунок та результат збірної Японії вказано на першому місці.
| №  | Дата           | Місце                                    | Суперник | Рахунок | Результат | Змагання         |
| -- | -------------- | ---------------------------------------- | -------- | ------- | --------- | ---------------- |
| 1. | 10 червня 2021 | Стадіон Едіон Хіросіма, Хіросіма, Японія | Україна  | 1–0     | 8–0       | Товариський матч |
| 2. | 10 червня 2021 | Стадіон Едіон Хіросіма, Хіросіма, Японія | Україна  | 4–0     | 8–0       | Товариський матч |